# Oman
Pour les articles homonymes, voir Oman (homonymie).
Cet article possède un paronyme, voir Haumant.
Ne doit pas être confondu avec Mascate et Oman.
Sultanat d'Oman
(ar) سَلْطَنَة عُمَان / salṭanat ʿumān
Oman (/ɔ.mɑ̃/ ou /ɔ.man/ ; en arabe : عُمَان, ʿUmān, /ʕʊˈmaːn/), en forme longue le sultanat d'Oman (arabe : سَلْطَنَة عُمَان, salṭanat ʿumān), est un pays arabe du Moyen-Orient, situé au sud-est de la péninsule arabique, sur les bords du golfe d'Oman et de la mer d'Arabie (également appelée mer d'Oman).
Comptant 5 millions d'habitants en 2023, le pays est entouré par les Émirats arabes unis au nord, l'Arabie saoudite à l'ouest et le Yémen au sud-ouest. Sa capitale est Mascate. Monarchie indépendante depuis le milieu du XVIIIe siècle, Oman est gouverné par un sultan, Haïtham ben Tariq depuis 2020.
En Oman, le régime politique est autoritaire tout en étant le plus démocratique de toute la péninsule arabique selon les classifications de l'indice de démocratie. En 2021, le sultan fait garantir la liberté d'expression et de religion dans les lois constitutionnelles. L'économie omanaise est particulièrement dépendante de l'extraction de ses ressources de pétrole. Son indice de développement humain (IDH) est très élevé, 54e rang mondial. En ce qui concerne le produit intérieur brut (PIB), pour l'année 2017, Oman se classe autour du 25e rang par habitant et vers le 70e rang en nominal.

## Étymologie
Le nom Oman dérive de la racine sémitique <`mn> qui porte le sens de 'sédentaire' (par opposition aux bédouins nomades de l'intérieur de la péninsule arabique). Ce terme est attesté depuis l'antiquité en latin chez Pline l'ancien (OMANA) est en grec (Ομανον), mais il ne désignait nécessairement le pays mais un port antique de la région. Les Iraniens le désignaient sous le nom de « Mozon ; مزون » dérivé de Magan.

## Usage

### Prononciation
Le Larousse indique que « Oman » se prononce  /ɔ.man/ (), à la différence de « Iran » ou de « Liban ».

### Élision
L'Académie française et Le Petit Robert des noms propres utilisent les deux formes, avec ou sans l'article « l' » devant le pays.
La forme avec l'article « l'Oman » est historique, celle-ci est protocolaire et se retrouve dans les ouvrages spécialisés.
La forme sans l’article correspond à un usage appliqué aux petits États, surtout quand ce sont de îles. On dit de même « Chypre », « Cuba », « Madagascar », « Malte », etc.[réf. nécessaire]

## Histoire
Oman est dans l'Antiquité un prolongement du territoire yéménite et plus précisément de l'Hadramout. La région d'Oman est connue à l'époque sumérienne sous le nom de Magan. Dans l'Antiquité, la péninsule devient une productrice majeure d'encens et elle entretient une activité commerciale importante avec la Mésopotamie, l'Égypte, la Perse, l'Inde et l'île de Dilmun. Oman constitue l'une des satrapies de l'Empire perse lorsqu'elle y est incorporée, vers 536 av. J.-C.
Le territoire est islamisé du vivant de Mahomet, au VIIe siècle. Au VIIIe siècle, à la suite du schisme entre sunnites et chiites, Oman est une des rares régions à emprunter une autre voie, le kharidjisme, et devient bientôt la principale région d'obédience ibadite.
L’histoire d'Oman ne commence véritablement qu'en l'an 751 de notre ère, avec l’élection du premier imam ibadite à Nizwa. Tout en conservant ses imams ibadites comme autorité religieuse, la région est plusieurs fois dominée par de grandes puissances étrangères durant le Moyen Âge, notamment par intermittence par les Qarmates de 931 à 934, puis par les Bouyides de 967 à 1053, et enfin par l'empire Seljouk de 1053 à 1154. En 1154, la dynastie omanaise des Nabhânides prend le contrôle du pays, et le conserve jusqu'en 1470 (malgré une interruption de 1406 à 1443).
Alliés des Bûyides et tournée vers le détroit d’Ormuz et la rive persane du Golfe, les Nabhânides donnent une impulsion nouvelle à l’expansion maritime du pays.
Zheng He, dans son expédition de 1413-1415, visite la région.
Le pays est partiellement occupé par les Portugais de 1507 à 1650. En 1649-1650, les Omanais désormais menés par la dynastie Yaroubide chassent les Portugais et s'emparent à leurs dépens des principaux ports swahilis de la côte est-africaine : Mombasa, Kilwa, Zanzibar et Pemba, ce qui leur permet de contrôler une partie du très lucratif commerce d'esclaves. En 1719, Saif ibn Sultan II est élu à la succession dynastique. Sa candidature fut à l'origine d'une fracture dans l'ulama et fit éclater une guerre civile entre les deux tribus majeures, les Hinawi et les Ghafiri, les Ghafiri soutenant Saif ibn Sultan II. Celui-ci conserve le pouvoir en 1748 après que les leaders des deux factions ont été tués dans la bataille, mais cela ne suffit pas à éteindre la querelle, cette division en factions jouant le jeu des Iraniens, qui occupent partiellement le pays de 1737 à 1744 (notamment Mascate et Sohar). Après l'expulsion de ces derniers, Ahmed ibn Saïd est élu imam en 1749, fondant ainsi la dynastie actuelle. C'est le début d'un âge d'or pour le sultanat d'Oman, qui confirme son influence sur l'océan Indien occidental jusqu'à Madagascar.
Au début du XIXe siècle, Oman est devenu le centre d'un véritable empire colonial, qui s'étend du Baloutchistan à Zanzibar, et tiendra tête pendant plusieurs siècles à la flotte portugaise puis à la Royal Navy. Le sultanat est placé de fait sous protectorat britannique de 1891 à 1971, tout en conservant nominalement son indépendance. De 1965 à 1976, le pays est le théâtre d'une violente insurrection communiste, dite guerre du Dhofar, provoquée par les mauvaises conditions socioéconomiques d'une partie de la population : ce soulèvement est réduit avec l'aide des forces britanniques et iraniennes.
En 1970, le sultan Saïd ibn Taïmour, d'une nature despotique, est évincé par son fils, Qabus ibn Saïd, vraisemblablement dans un coup d'État planifié par le Royaume-Uni. Qabus entreprend depuis l'amélioration économique du pays, tout en maintenant la paix avec tous les autres pays du Moyen-Orient. L'ONU classe le sultanat parmi les dix pays ayant connu le plus fort développement depuis 1970. En 1980, un accord est signé pour une base militaire des États-Unis dans l'île Masirah, utilisée ensuite pour des opérations dans le golfe Persique. En 1981, il fait adhérer son pays au Conseil de coopération du Golfe (GCC).
En 1996, le sultan promulgue un décret clarifiant les règles de succession, instituant un conseil bicaméral doté de certains pouvoirs législatifs, un premier ministre et garantissant des libertés civiles de base pour les citoyens omanais. En 2003, la chambre basse du conseil est librement élue pour la première fois.
Aujourd'hui (2011), le sultanat est prospère. Le revenu par habitant atteint 25 000 $ par an. Selon le rapport de l'ONU (2010), les secteurs de la santé et de l'éducation ont nettement progressé : 85 % de la population est alphabétisée et éduquée.
Le 10 janvier 2020, après plus de 49 ans de règne, Qabus ibn Saïd meurt, des suites d'un cancer du côlon, à l'âge de 79 ans. Le lendemain, le 11 janvier, Haïtham ben Tariq, ministre du Patrimoine et de la Culture et cousin du défunt, prête serment comme nouveau sultan. Celui-ci a été désigné — parmi plus de 80 autres membres de la famille royale — comme héritier par le défunt roi dans une lettre ouverte après sa mort.

## Géographie

Carte d'Oman.

Oman est situé à l'extrême sud-est de la péninsule d'Arabie. Le pays est bordé par la mer d'Oman (en anglais mer d'Arabie) au sud et au sud-est, le golfe d'Oman au nord-est, les Émirats arabes unis au nord, l'Arabie saoudite à l'ouest et le Yémen au sud-ouest.
Une vaste plaine désertique couvre la majeure partie du centre du pays et plusieurs chaînes de hautes montagnes (Jebel ach-Chams, 3 009 m) s'étendent le long de ses côtes nord et sud-est, où la plupart des villes sont situées : Mascate, la capitale, Matrah et Sour au nord, Salalah au sud. La principale ville située à l'intérieur des terres est Nizwa, ancienne capitale du sultanat. En Oman, le climat est chaud et sec à l'intérieur des terres, mais humide au bord de la mer. Dans les montagnes, de nombreuses oasis tempérées utilisent les eaux souterraines et des systèmes de falajs pour leurs cultures en terrasses.
De la mer d'Oman au sud, contiguë au Yémen, au golfe d'Oman au nord, face à l'Iran, la côte omanaise compte 1 300 km de plages. La côte omanaise est parsemée de milliers de criques désertes[réf. nécessaire]. Au sud, se trouve la grande île de Masirah.
La péninsule de Moussandam, stratégiquement placée à l'entrée du détroit d'Ormuz, est séparée du reste du territoire par les Émirats arabes unis (les frontières d'Oman avec les Émirats ne sont pas toutes bien définies). Oman possède en plus une enclave à l'intérieur du territoire des Émirats, la ville de Madha. L'île de Masirah, au large du Ramal al Kabir, abrite une importante station émettrice de la BBC et sert de base à la cinquième flotte des États-Unis.

### Météorologie et climatologie
Le cyclone Gonu est le premier de classe 3 à atteindre la mer d'Oman en juin 2007.

Wadi Bani Khalid.
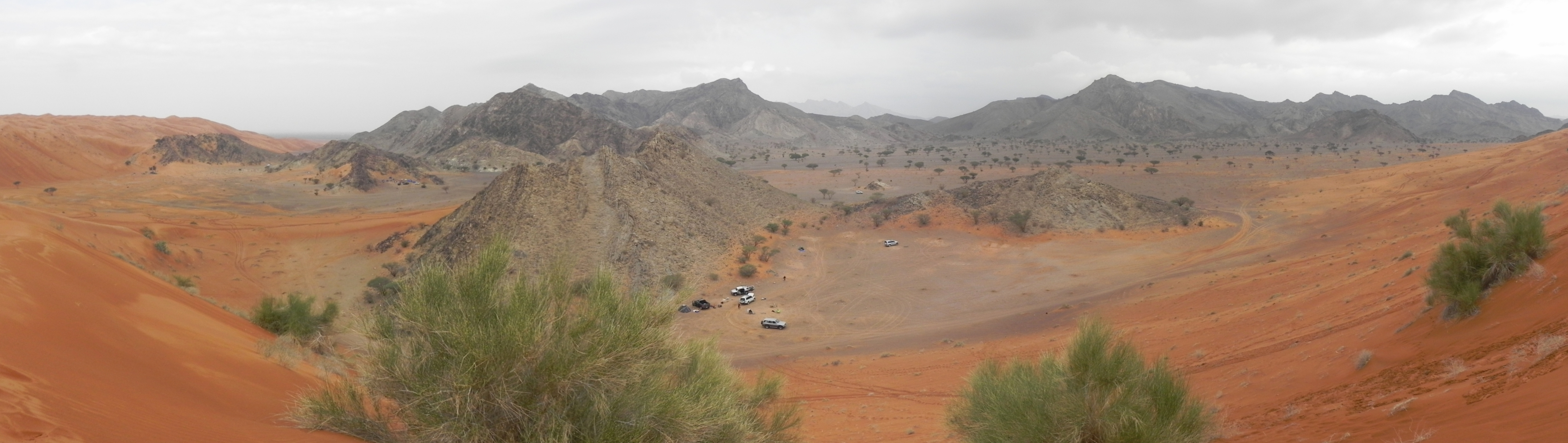
Désert omanais.

### Subdivisions
Depuis le redécoupage d'octobre 2011, Oman est divisé en 11 gouvernorats (mouhafadhat ; au singulier - mouhafadha), à leur tour divisés en districts plus petits (wilayas).
Gouvernorats
- Ad-Dākhilīyah
- Al-Buraimi
- Al-Wusta
- Adh-Dhahira
- Al-Batina du Nord
- Al-Batina du Sud
- Ach-Charqiya du Sud
- Ach-Charqiya du Nord
- Mascate
- Moussandam (Ru'us al-Gibā)
- Dhofar

## Politique
Le chef de l'État et du gouvernement est le sultan (Haïtham ben Tariq depuis 2020), qui désigne un cabinet pour l'assister. Depuis la modification constitutionnelle de janvier 2021, son fils ainé Theyazin ben Haïtham est prince héritier du sultanat d'Oman.

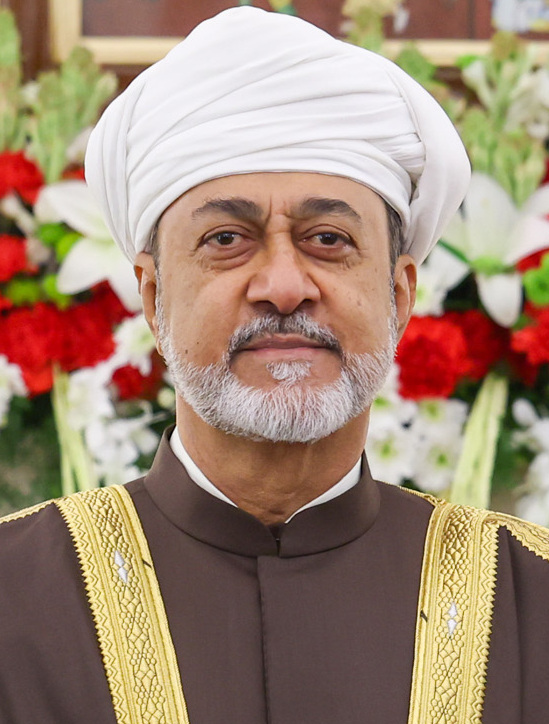
Haitham ben Tariq, sultan d'Oman, depuis 2020.

Dans les années 1990, le sultan Qabus ibn Saïd (1940-2020) institua un comité consultatif nommé Majlis ach-Choura, élu au suffrage censitaire. Il institua également le suffrage universel direct pour les Omanais de plus de 21 ans le 4 octobre 2003. Plus de 190 000 personnes (74 % des inscrits) votèrent pour élire 83 représentants. Deux femmes furent élues. Plusieurs femmes siègent au gouvernement, la première en 2003 : Aisha bint Khalfan bin Jameel. N'ayant ni enfant ni frères, le sultan Qabus ibn Saïd a établi une règle de succession visant à garantir la continuité de la dynastie. Le 11 janvier 2020, à la suite de son décès, son cousin Haïtham ben Tariq lui succède.
L'originalité religieuse du pays lui permet d'entretenir de bonnes relations à la fois avec l'Arabie saoudite, l'Iran, les Émirats arabes unis, le Qatar et même Israël : Camille Lons, chercheuse à l'International Institute for Strategic Studies, décrit ainsi le pays comme « la Suisse de la région ». Le sultanat d'Oman continue d'entretenir des liens étroits avec le Royaume-Uni, ancienne puissance coloniale. Le régime omanais accueille sur son territoire trois bases de renseignement et un port militaire britanniques.

## Économie
L'économie d'Oman est dominée par sa dépendance au pétrole. Une coentreprise appelée Iraq Petroleum Company (IPC) fora un grand nombre de puits de sondage à partir de 1956 malgré des problèmes de logistique causés par un manque d'infrastructures pour le transport. Aujourd'hui, Oman, via sa compagnie nationale Petroleum Development of Oman (PDO), produit environ 600 000 barils par jour. Le pays dispose d'une raffinerie qui ne satisfait pas les besoins du pays en hydrocarbures.
Une nouvelle étape est franchie depuis 2005 avec le lancement de l'exploitation des réserves de gaz effectuée par la compagnie nationale Oman LNG (en). Celle-ci dispose d'une usine de traitement au nord de la ville de Sour.
Les réserves d'or noir ne sont pas énormes : le stock, évalué à 5,5 milliards de barils, représente une broutille en comparaison des 320 milliards contenus dans le sous-sol de l'Arabie saoudite. Les prévisions du ministère de l'Information n'évaluaient plus la part du pétrole brut dans le PNB qu'à 9 %, celle du gaz à 10 %, pour 2020. Plus de 65 % du PIB dépend de l'extraction du pétrole, viennent ensuite le tourisme (région de Mascate et Salalah) et l'agriculture (autour de la ville de Sohar).
Le pays s'oriente vers le développement de son secteur touristique avec la construction de complexes hôteliers. En moins de dix ans, le nombre d'hôtels aux normes internationales est passé de 200 à plus de 6 000. Conséquence logique, le nombre de touristes augmente chaque année de 30 %, selon le ministère du Tourisme.
Sur le plan des transports, Oman s'est retiré en 2007 du capital de la compagnie aérienne Gulf Air (Bahreïn) pour se concentrer sur l'expansion de sa compagnie nationale Oman Air qui ouvre à la fin 2007 des lignes directes vers l'Europe et l'Asie (Londres, Paris, Francfort-sur-le-Main et Bangkok). Le principal aéroport est l'aéroport international de Mascate.
Pour diversifier son économie, Oman s'est lancé dans un programme de construction d'une usine d'aluminium basée à Sohar. Il investit dans les semi-conducteurs et la robotique, consolide ses acquis dans les mines de cuivre et carrières de marbre, les infrastructures portuaires et mise beaucoup sur le tourisme de luxe. En 2024, Oman est classé en 74e position pour l'indice mondial de l'innovation.

### Projet d'oléoduc sous marin
Oman, en alliance avec l'Iran, développe un projet ambitieux : la construction d'un oléoduc sous-marin de 1 400 km s'étirant jusqu'aux côtes indiennes. Il devrait également traverser le Pakistan, mais l'Iran et l'Inde doutent qu'Islamabad ait les moyens financiers pour sa part de travaux. Ceux-ci devaient s'achever en 2017. Mais à cause de nombreux conflits géopolitiques, l'achèvement de cet oléoduc connaît plusieurs difficultés à la suite des complications des relations avec l'Inde.

## Démographie
Oman est le pays arabe le plus oriental. La majorité des Omanais sont arabes, mais il existe une importante minorité baloutche, un peuple originaire du sous-continent indien. Au sud, dans les zones montagneuses du Dhofar, une partie des habitants parlent l'arabe shehri, une langue sud-arabique. Comme dans la plupart des autres pays arabes du Golfe, un grand nombre de travailleurs étrangers vivent dans le pays et sont principalement originaires d'Inde, du Pakistan et d'Iran. La langue officielle est l'arabe, mais les minorités parlent leur propre langue.
Il y a également une minorité d'Omanais originaires de Zanzibar.
La population d'Oman est estimée à 4 000 345 habitants au 31 mars 2014. La population augmente rapidement en raison d'un taux d'immigration élevé. Lors du recensement de 2010, la population était estimée à 2 694 094 habitants.
L'islam, tout particulièrement le mouvement ibadite au nord, est la principale religion d'Oman ; un certain nombre des immigrés d'origine indienne pratiquent l'hindouisme.
La population est à majorité ibadite avec quelques villages au nord-ouest à majorité chiite.

### Langues
L'arabe est la langue officielle d'Oman. Le dialecte arabe parlé est l'arabe omanais.

### Religion
La religion officielle en Oman est l'islam ibadite, une branche de l'islam souvent rapprochée du kharidjisme. C'est aussi la religion de la famille royale, et Oman est le seul pays musulman dont le courant dominant n'est ni le sunnisme ni le chiisme. La diffusion de statistiques sur le sujet est taboue, mais on estime qu'une majorité des musulmans d'Oman sont sunnites, devant les ibadites, et que les chiites sont plus rares.
Si l'ibadisme est la religion officielle, les sunnites et les chiites peuvent pratiquer librement leur religion. Les chrétiens et les hindous sont essentiellement des expatriés. L'observatoire de la liberté religieuse n'a pas constaté d'atteinte à la liberté de religion, mais signale un manque de lieux de culte.

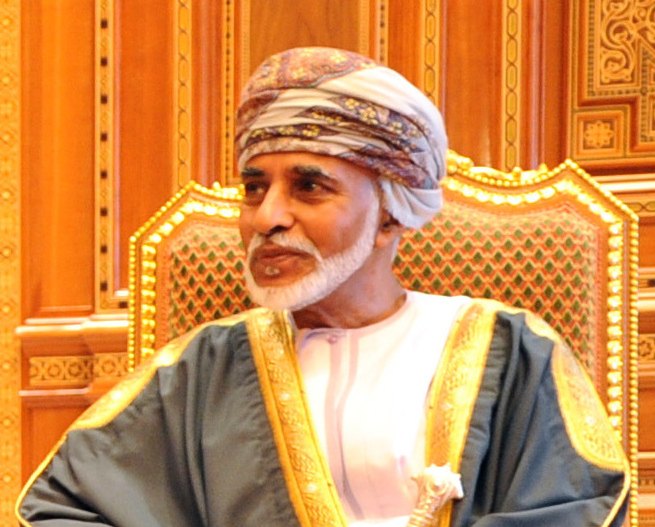
Qaboos bin Said, Sultan d'Oman (1970-2020)

La population juive, environ 5 000 à 10 000 personnes, a quitté Oman avant les années 1960 mais n'a pas subi de persécutions antisémites.

## Culture

### Patrimoine culturel
L'UNESCO a retenu quatre sites omanais sur la liste du patrimoine mondial :
- Le fort de Bahla (inscrit en 1987) : grande forteresse de la fin du Moyen Âge située dans l'oasis de Bahla, au pied du djebel Akhdar ;
- Les sites archéologiques de Bat, Al-Khutm et Al-Ayn (inscrits en 1988) : nécropole datant du IIIe millénaire av. J.-C. ;
- La « Terre de l'encens » (inscrite en 2000) : site-clef de l'antique route de l'encens, dans la province du Dhofar ;
- Les systèmes d'irrigation aflaj d'Oman (inscrits en 2006) : un des plus vieux systèmes d'irrigation au monde (4 500 ans).

Le sanctuaire de l'oryx arabe, bien naturel inscrit en 1994, a été déclassé de cette liste par l'UNESCO en 2007, après que le gouvernement a pris la décision d'en diminuer la superficie de 90 % pour prospecter du pétrole dans le sous-sol. Une petite partie subsiste cependant toujours et accueille une faible population d'Oryx d'Arabie.
Le pays compte de nombreux autres édifices d'exception, notamment des mosquées, des palais (comme le palais royal de Mascate), des forts (château de Jabrin, fort Nakhal…), des vieilles villes (Mascate, Salalah, Sohar), de vieux ports…
Le sultanat d'Oman compte près d'un millier de châteaux, de tours de guet et de forteresses de pierre et de boue séchée, témoignages de son importance stratégique à l'embouchure du golfe Persique.

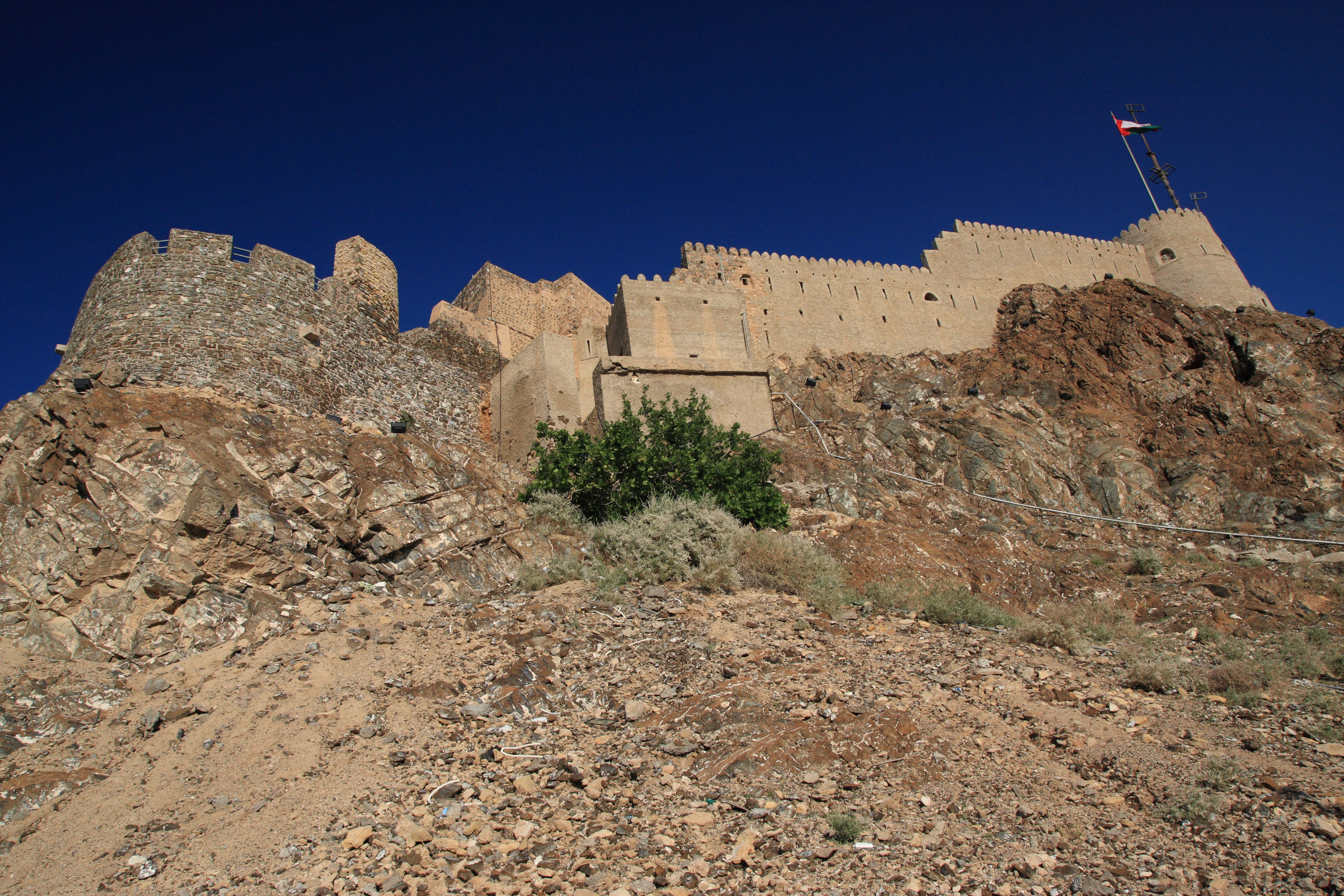
Fort de Matrah.
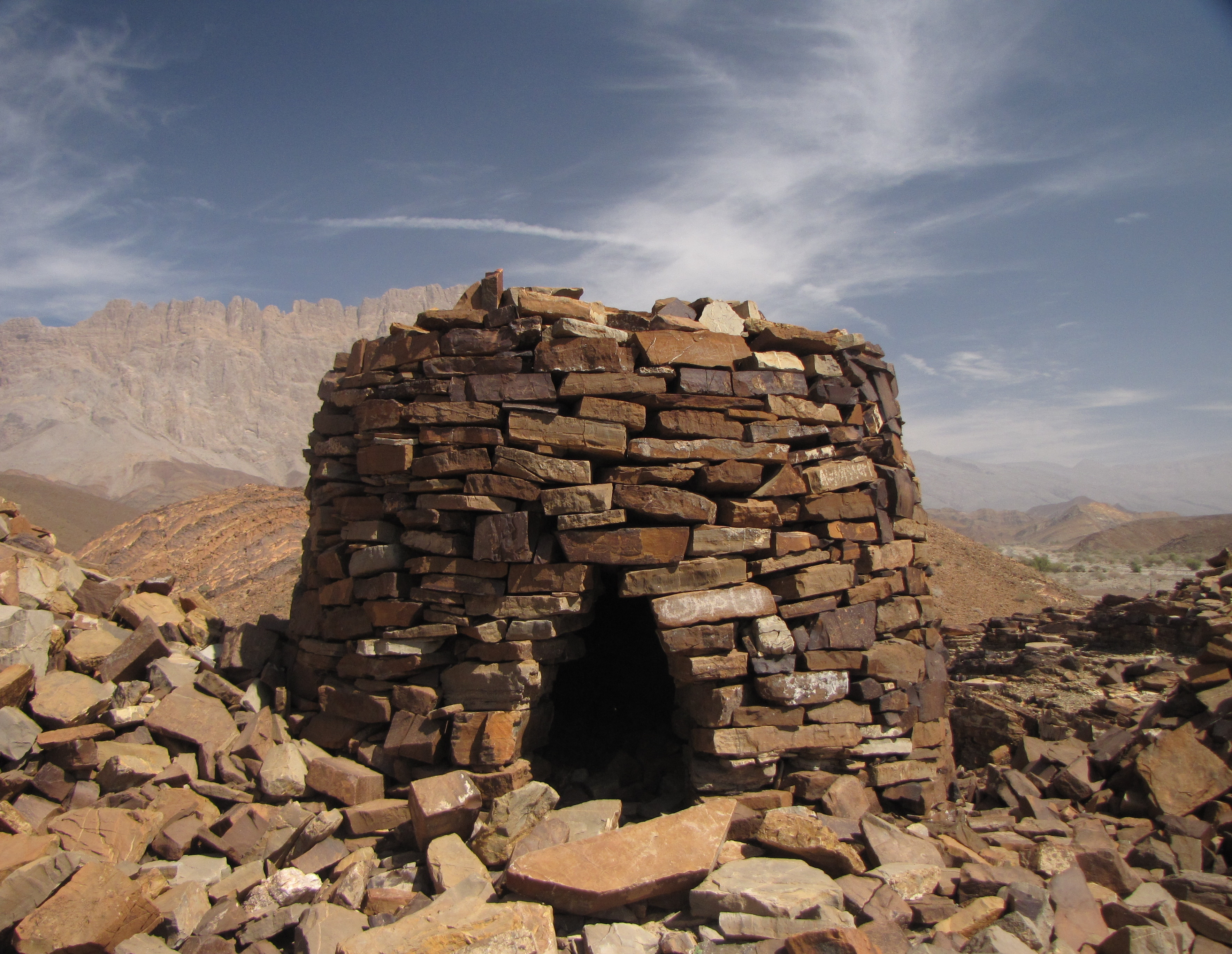
Tombeau d'Al Ayn.
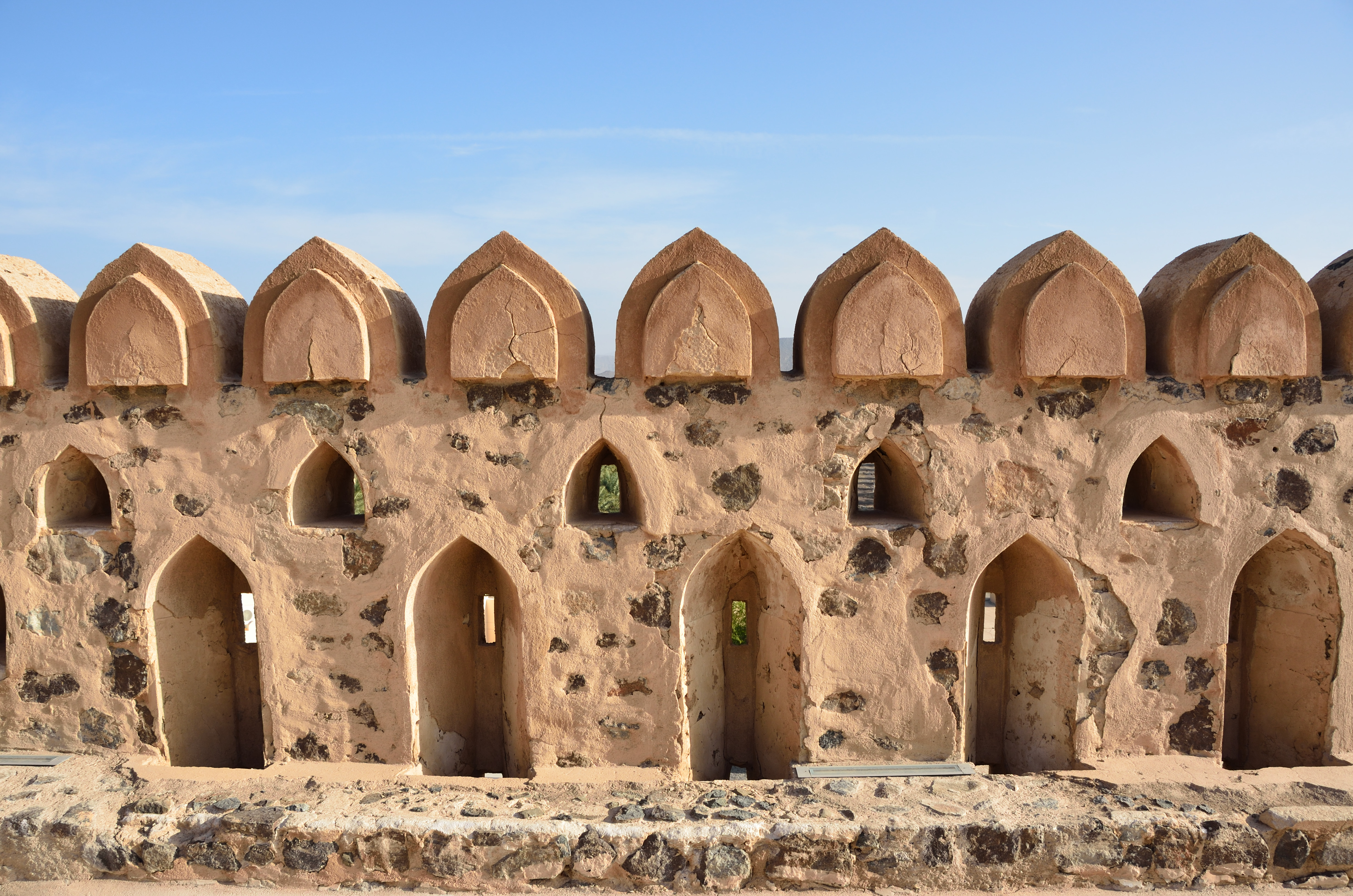
Murailles caractéristiques du château de Jabrin.
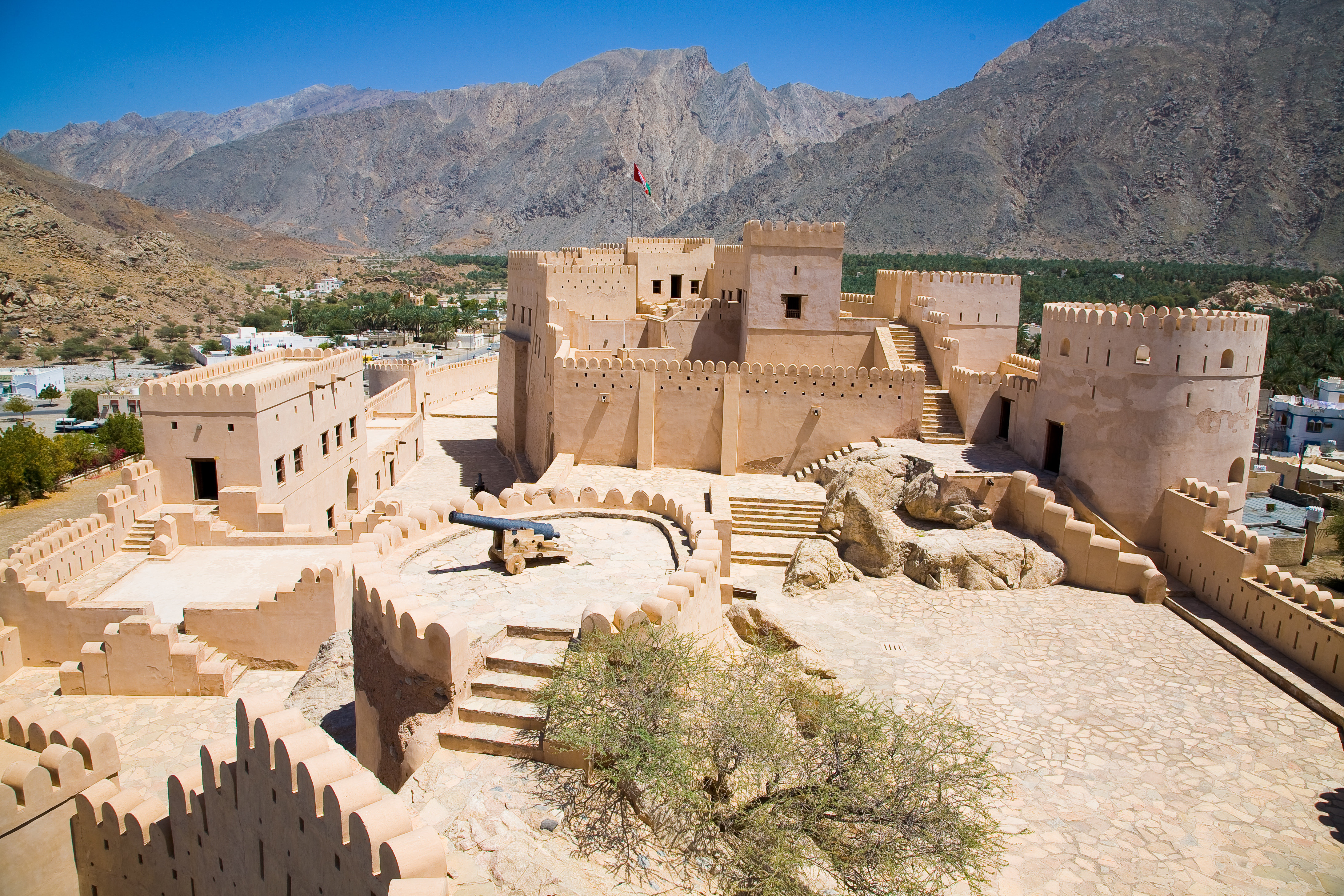
Le fort Nakhal (région d'Al-Batina).

### Mode
En Oman, les hommes portent traditionnellement la dishdasha, une robe blanche ornée de broderies sur le devant du col, et un turban (appelé massar) ou un chapeau (appelé koma). La dishdasha est un élément important du patrimoine vestimentaire omanais, voire un symbole national. Le port, par les adolescents et par les jeunes adultes, de dishdashas ou de chapeaux non-fabriqués en Oman ou non-conformes à la tradition, est sanctionné d'une amende depuis 2022,.

## Société

### Un«émirat»à part
Le sultanat d'Oman se pose en exception par rapport à ses voisins de la péninsule arabique, en partie du fait de son orientation religieuse légèrement différente, mais aussi de la personnalité originale du sultan Qaboos, qui a fait prendre à son pays une trajectoire bien différente de celle des autres émirats. Investissant dans la culture, les arts, le patrimoine et l'éducation plutôt que dans les projets immobiliers ou mercantiles, cultivant un art de vivre où la religion est émancipatrice plutôt qu'oppressive, le sultanat se pose en contre-modèle des monarchies pétrolières où le luxe le dispute au rigorisme religieux. L’universitaire Khalifa Ben Moubarak explique ainsi : « Beaucoup de jeunes ne comprennent pas pourquoi leur pays ne ressemble pas à Dubaï ou Abou Dhabi. Nous leur disons que nous n’avons pas besoin d’imiter les Occidentaux ou de bâtir des gratte-ciel [interdits à Mascate, NDLR] pour être modernes. Il nous suffit de savoir qui nous sommes pour progresser ».

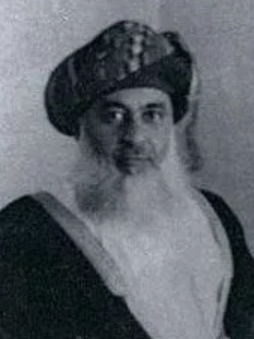
Said bin Taimour, sultan d'Oman (1932-1970)

Le pays pratique officiellement la charia, c'est-à-dire que le droit religieux est la source principale du code pénal. Cependant, il s'agit dans ce pays kharidjite d'une vision de la loi religieuse extrêmement différente de ce qui se pratique dans les pays wahhabites voisins (Arabie saoudite, Qatar), et la liberté de culte est garantie, les femmes peuvent travailler ou conduire et n'ont pas d'obligation légale de porter le voile, et le pays possède des tribunaux modernes qui ne connaissent ni lapidation ni condamnations anachroniques. Les couples non mariés peuvent partager une chambre d'hôtel, l'alcool et les cigarettes sont disponibles dans des boutiques spécialisées (mais leur consommation sur la voie publique est régulée), et le pays bénéficie de plages où les femmes peuvent se baigner librement en maillot de bain[réf. à confirmer].
L'homosexualité est théoriquement punissable d'une peine de prison par les articles 33 et 22 du Code pénal, mais la peine ne semble jamais avoir été appliquée. Concernant le sultan Qabus ibn Saïd (mort en 2020), le quotidien France-Soir avance que : « [il] ne fait rien comme ses homologues des pays du Golfe. Divorcé, sans enfants, presque ouvertement gay, il laisse à son peuple la liberté de culte et ne réprime que très peu l'adultère et l'homosexualité, bien que ceux-ci soient encore considérés officiellement comme des délits,. »
Selon un universitaire français résidant dans le pays, « La loi islamique est observée et pourtant les femmes ne se voilent les cheveux que si elles le désirent. Celles qui veulent se baigner en bikini ont des plages où elles peuvent le faire. La musique y est élevée au rang d’art national, avec des orchestres subventionnés par l’Etat et un opéra qui accueille des productions du monde entier. »

### Indices sociaux culturels
L'indice de démocratie du pays, établi par The Economist Group, est de 3,06 en 2019, ce qui classe le pays dans la catégorie « autoritaire », comme la quasi-totalité des pays arabes. L'indice de développement humain calculé par le Programme des Nations unies pour le développement (PNUD) est de 0,816 (ce qui classe le pays à la 54e place). Le taux d'alphabétisation était en 2015 de 94,8 %, dont 91,2 % pour les femmes.

### Une patrie de navigateurs

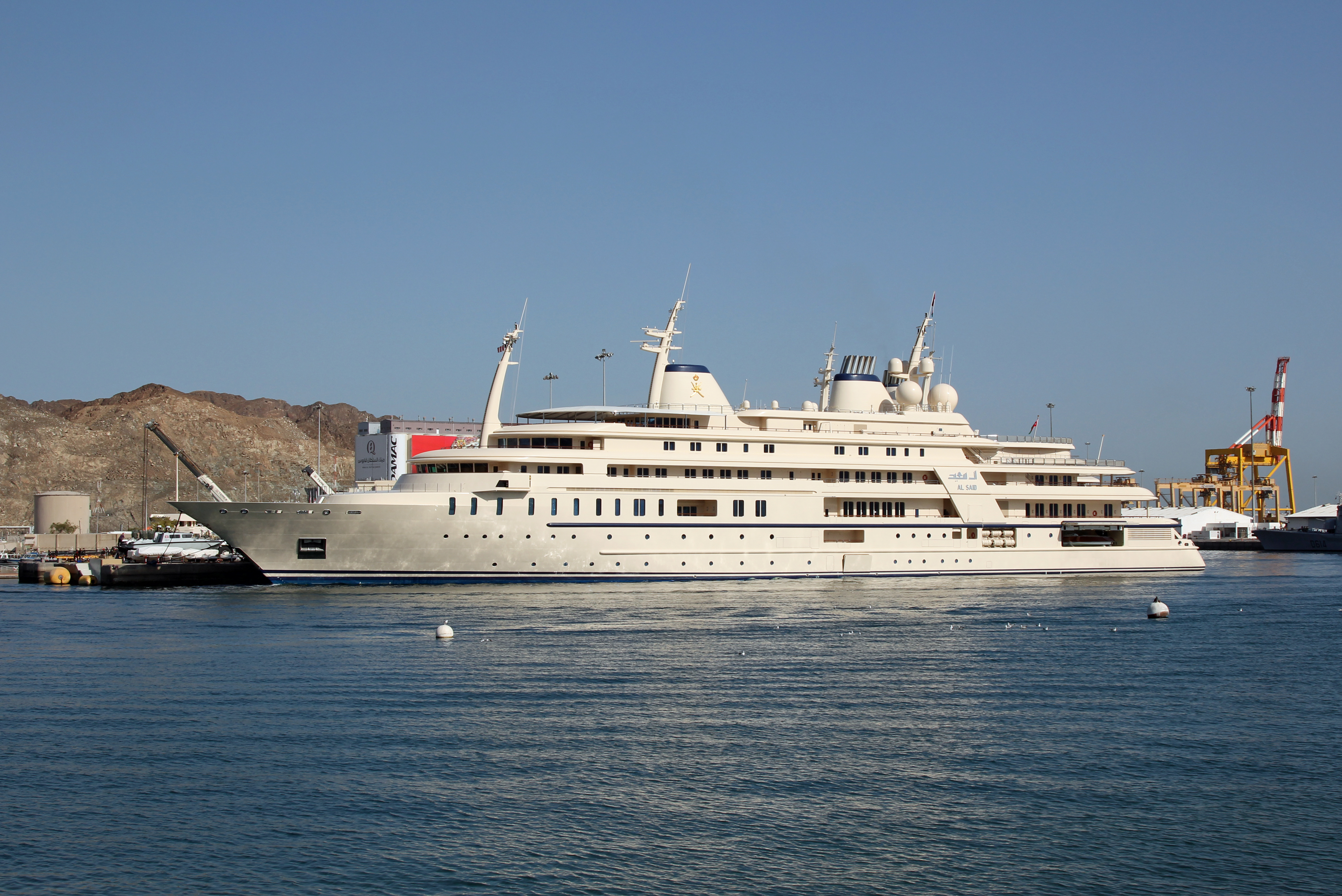
Le super-yacht Al Saïd du sultan, récent témoignage de l'attachement du sultanat à la mer.

Enfin, la mer tient depuis toujours une place majeure dans la culture omanaise, berceau du mythique Sinbad le marin. L'empire omanais fut une des principales puissances maritimes mondiales pendant plusieurs siècles, et dès le VIIIe siècle on rapporte que le marin Abou Oubayda navigua de Mascate à Canton. Au XVe siècle, le navigateur portugais Vasco de Gama choisit pour pilote l’Omanais Ahmed Ben Madjid pour relier la ville africaine du Cap aux eaux du Golfe, puis l’Inde et la Chine.
Selon l’historien Bruno Le Cour Grandmaison « C’est l’un des seuls peuples arabes à s’être résolument tourné vers la mer ».
Encore aujourd'hui, la navigation demeure un fer de lance du soft power omanais, avec des projets comme « Oman Sail » ou le musée de la mer, en plus de l'organisation de nombreuses régates et d'un développement portuaire important.

### Sport
Le sport est relativement peu développé en Oman.[réf. nécessaire]
L'équipe masculine de football participe depuis 1990 aux tours préliminaires de la coupe du monde de football, sans jamais parvenir à se qualifier pour la phase finale. Oman a remporté la Coupe du Golfe des nations de football en 2009 après en avoir été finaliste en 2004 et 2007.
Depuis 2010, le Tour d'Oman, une course cycliste annuelle organisée par Amaury Sport Organisation, se déroule dans le pays en janvier.

### Éducation
Le sultanat compte plus d'une vingtaine d'établissements d'enseignement supérieur, dont le plus important est la Sultan Qaboos University, située à Mascate. À Mascate se trouve également un lycée français membre du réseau de l'Agence pour l'enseignement français à l'étranger (AEFE).

### Fêtes et jours fériés
| Date             | Nom français                              | Nom local                  | Remarques            |
| ---------------- | ----------------------------------------- | -------------------------- | -------------------- |
| 1 mouharram      | Nouvel an musulman                        | Awal Muharram              | أول محرم             |
| 12 rabia al awal | Naissance du prophète de l'islam, Mahomet | Al Mawlid Annabawi Asharif | المولد النبوي الشريف |
| 17 rajab         | Ascension de Mahomet                      | Al Isra'a wa'l Mi'raj      | الإسراء و المعراج    |
| 1 chawwal        | Fin du ramadan                            | Aïd el-Fitr                | عيد الفطر            |
| 10 dhou al-hijja | Fin du pèlerinage à La Mecque             | Aïd el-Kebir               | العيد الكبير         |

| Date        | Nom français           | Nom local | Remarques                                                                  |
| ----------- | ---------------------- | --------- | -------------------------------------------------------------------------- |
| 1er janvier | Jour de l'an           |           |                                                                            |
| 23 juillet  | Jour de la renaissance |           | Commémore l'ascension au pouvoir du sultan Qabous bin Saïd Al Saïd en 1970 |
| 18 novembre | Fête nationale         |           | Fête l'anniversaire du sultan Qabous né en 1940                            |

### Articles
- Akram Belkaïd, « Quand Oman tenait tête à la Royal Navy », sur Le Monde diplomatique, août 2021.
- Thibault Klinger, « Le Branding et l'aménagement du territoire à Oman », Arabian Humanities, 11/2019. http://journals.openedition.org/cy/4241

### Radiographie
- Christian Chesnot, « Oman, médiateur discret du Golfe », sur France Culture, 5 janvier 2021.